# 沢里 (八戸市)
沢里（さわさと）とは、青森県八戸市の地名である。

## 概要
沢里は、八戸市中央部から南寄りに位置する地区である。地内には11の小字がある。
北に根城、東に長者・大字糠塚、南に大字是川。西に大字根城と八戸ニュータウンが接する。
地内は南北に長く東西の中間地点が沢があり土橋川が流れ、その両側が丘陵になっている。土橋川流域は右岸に、田が南北に細く広がっているが、両岸は傾斜地になっている。
鉄道の駅は無い。幹線道路は、地内東側に国道340号、南側に青森県道29号八戸環状線、市道3・3・10街路（根城6丁目から八戸ニュータウンへ向かう4車線道路）が通る。地内を通る八戸環状線は陸橋の白山台大橋が架かり、両高台の八戸ニュータウンと、地内南部の字二ツ家を結んでいる。地内の字古宮には日本の女性の地位向上に功績を残した八戸市出身の羽仁もと子記念館がある。この他、中世の頃の鹿島沢古墳群が発見されており、往古の宝石などが発掘されている。

## 小字
字一盃森、字鹿島沢、字上沢内、字沢里山、字下沢内、字鍋久保、字半蔵窪、字藤子、字二ツ屋、字古宮、字休場

## 世帯数と人口
2017年（平成29年）4月30日現在の世帯数と人口は以下の通りである。
| 小字   | 世帯数    | 人口    |
| ------ | --------- | ------- |
| 一盃森 | 17世帯    | 28人    |
| 鹿島沢 | 103世帯   | 228人   |
| 上沢内 | 10世帯    | 22人    |
| 沢里山 | 184世帯   | 404人   |
| 下沢内 | 43世帯    | 93人    |
| 鍋久保 | 28世帯    | 71人    |
| 藤子   | 235世帯   | 484人   |
| 二ツ屋 | 190世帯   | 408人   |
| 古宮   | 31世帯    | 47人    |
| 休場   | 255世帯   | 523人   |
| 計     | 1,096世帯 | 2,308人 |

## 歴史

### 沿革
- 1889年（明治22年）4月1日 - 沢里村から館村大字沢里になる[4][5]。
- 1940年（昭和15年）1月1日 - 三戸郡館村から八戸市に編入される[6][7]。
- 1975年（昭和50年）2月1日 - 根城地区の住居表示が実施され、大字沢里の一部が根城一丁目から四丁目・六丁目・七丁目となる[8][9]。
- 1979年（昭和54年）1月10日 - 大字沢里の一部が根城二丁目・七丁目に追加される[10]。
- 2002年（平成14年）10月26日 - 八戸新都市地区の住居表示が実施され、大字沢里の一部が東白山台一丁目から三丁目、北白山台一丁目・三丁目・五丁目となる[8][11]。

### 字・町名の変遷
| 実施後     | 実施年月日   | 実施前（各字ともその一部）                                                                       |
| ---------- | ------------ | ------------------------------------------------------------------------------------------------ |
| 根城一丁目 | 1975年2月1日 | 大字上組町、大字糠塚字桝形、大字沢里字沢里下、字梨子木沢、                                       |
| 根城二丁目 | 1975年2月1日 | 大字糠塚字桝形、大字沢里字藤子、字梨子木沢、字沢里下、字一盃森、字鹿島沢                         |
| 根城三丁目 | 1975年2月1日 | 大字沢里字沢里、字沢里下、字梨子木沢、字鹿島沢、字一盃森、字上久保、大字根城字下番屋平、字鹿島下 |
| 根城四丁目 | 1975年2月1日 | 大字沢里字沢里、字沢里下、字上久保、大字根城字無縁塚、字下番屋平                                 |
| 根城五丁目 | 1975年2月1日 | 大字根城字番屋平、字無縁塚、字下番屋平                                                           |
| 根城六丁目 | 1975年2月1日 | 大字沢里字沢里、鹿島沢、大字根城字番屋平、下番屋平、鹿島下                                       |
| 根城七丁目 | 1975年2月1日 | 大字根城字大久保、字中崎、字長坂、字鹿島下、大字沢里字鹿島沢、字一盃森                           |
| 根城八丁目 | 1975年2月1日 | 大字根城字長坂、字根城、字中崎、字鹿島下、字番屋平、字大久保、字馬場頭                           |

| 実施後         | 実施年月日    | 実施前（特記なき字はその一部）             |
| -------------- | ------------- | ------------------------------------------ |
| 大字売市字狐窪 | 1979年1月10日 | 大字根城字久保                             |
| 大字根城字久保 | 1979年1月10日 | 大字売市字狐窪                             |
| 根城二丁目     | 1979年1月10日 | 大字沢里字沢里下、字一盃森                 |
| 根城七丁目     | 1979年1月10日 | 大字沢里字一盃森、字鹿島沢、大字根城字中崎 |

| 実施後         | 実施年月日     | 実施前（各字ともその一部）                                                                         |
| -------------- | -------------- | -------------------------------------------------------------------------------------------------- |
| 東白山台一丁目 | 2002年10月26日 | 大字沢里字上沢内、字古宮、字湯浅屋新田                                                             |
| 東白山台二丁目 | 2002年10月26日 | 大字沢里字上沢内、字古宮、字湯浅屋新田、大字根城字丹後平、字丹後谷地、字白山平、大字田面木字毛勝窪 |
| 東白山台三丁目 | 2002年10月26日 | 大字沢里字湯浅屋新田、大字根城字丹後平、字白山平、大字田面木字毛勝窪、字田面木平、字長者森、字南沢 |
| 東白山台四丁目 | 2002年10月26日 | 大字根城字丹後平、字丹後谷地                                                                       |
| 北白山台一丁目 | 2002年10月26日 | 大字沢里字古宮、字湯浅屋新田、大字根城字牛ケ窪、字大久保、字白山平                                 |
| 北白山台二丁目 | 2002年10月26日 | 大字根城字牛ケ窪、字牛ケ沢、字内沢、字白山平、大字田面木字鶉窪、字長者森、字前平                   |
| 北白山台三丁目 | 2002年10月26日 | 大字沢里字湯浅屋新田、大字根城字白山平、大字田面木字長者森                                         |
| 北白山台四丁目 | 2002年10月26日 | 大字根城字白山平、大字田面木字前平、字長者森                                                       |
| 北白山台五丁目 | 2002年10月26日 | 大字沢里字湯浅屋新田、大字根城字丹後平、字白山平、大字田面木字田面木平、字長者森、字南沢           |
| 北白山台六丁目 | 2002年10月26日 | 大字田面木字田面木平、字長者森、字南沢                                                             |
| 南白山台一丁目 | 2002年10月26日 | 大字根城字笹子、字丹後平、字丹後谷地、大字田面木字毛勝窪、字田面木平                               |
| 南白山台二丁目 | 2002年10月26日 | 大字田面木字毛勝窪、字田面木平、字鳥木沢                                                           |
| 南白山台三丁目 | 2002年10月26日 | 大字根城字笹子、字丹後平、大字田面木字田面木平、字鳥木沢                                           |
| 西白山台一丁目 | 2002年10月26日 | 大字田面木字十文字平、字田面木平、字南沢、字盲堤沢、大字坂牛字上沢                                 |
| 西白山台二丁目 | 2002年10月26日 | 大字田面木字十文字平、大字坂牛字上沢、字笹ノ沢頭、字徳良窪、字中沢                                 |
| 西白山台三丁目 | 2002年10月26日 | 大字田面木字十文字平、字田面木平、字鳥木沢、大字坂牛字上沢                                         |
| 西白山台四丁目 | 2002年10月26日 | 大字田面木字田面木平、字鳥木沢、字韮窪、大字坂牛字上沢、字笹ノ沢頭、字鳥ノ木沢                     |
| 西白山台五丁目 | 2002年10月26日 | 大字田面木字田面木平、字鳥木沢、字韮窪、大字坂牛字妻ノ神、字下鳥ノ木沢                             |
| 西白山台六丁目 | 2002年10月26日 | 大字田面木字鳥木沢、大字坂牛字上沢、字笹ノ沢頭、字妻ノ神、字下鳥ノ木沢                             |

## 施設

### 教育
- 八戸市立長者中学校

### 公園・公民館・社寺など
- 白山神社
- 古宮神社
- 羽仁もと子記念館

### 商業
- 長寿乃湯

### 官報
- 「市村境界變更」『官報』第3898号、大蔵省印刷局、1940年1月8日、86頁。2025年3月18日閲覧。